# フェルディナン・ドルレアン (1884-1924)
フェルディナン・ドルレアン（Ferdinand d'Orléans, 1884年9月9日 - 1924年1月30日）は、フランスの旧王族オルレアン家の一員。全名はフェルディナン・フランソワ・フィリップ・マリー・ロラン（Ferdinand François Philippe Marie Laurent）。儀礼称号はモンパンシエ公（duc de Montpensier）。

## 生涯
フランス王「フィリップ7世」を名乗るオルレアニストのフランス王位請求者パリ伯フィリップと、その妻であるスペイン王女マリア・イサベルの間の四男、末息子として生まれた。イギリスのケンブリッジ大学を卒業後、ブラジル、日本、ボルネオ、インド、フランス領インドシナなどを巡る長期の世界一周旅行を経験した。この世界旅行で諸国の自然や人々に魅了されたフェルディナンは旅行記を執筆し、後に出版している。フェルディナンはチャールズ・ダーウィンの進化論の熱心な支持者だった。
1913年、ヨーロッパの列強諸国が締結したロンドン条約により、バルカン半島のアルバニア人居住地域にアルバニア公国が成立した。しかしアルバニア人の自己統治能力に疑問を抱いていた列強は、同国に対する影響力を保持するため、国家元首であるアルバニア公を指名することにした。列強はフェルディナンにアルバニア公位に就くよう打診したが、フェルディナンは王冠の提供はむしろ兄のオルレアン公にすべきだとして、この申し出を断った。結局、アルバニア公になったのはドイツのプロテスタント諸侯家門の一員で、ドイツとオーストリア＝ハンガリーが推薦したヴィート侯子ヴィルヘルムだった。
フェルディナンは1921年8月20日にランダン城において、スペイン貴族の第3代バルデテラッソ侯爵夫人（女侯爵）マリア・イサベル・ゴンサレス・デ・オラニェータ・イ・イバレッタと結婚したが、妻マリア・イサベルとの間に子供は無かった。結婚から3年足らずで、フェルディナンはおそらく麻薬の服用を原因とする心筋梗塞に倒れて急死し、ドルーのサン・ルイ王室礼拝堂に葬られた。

## 著作
- 1910 La ville au bois dormant, de Saigon à Angkor en automobile
- 1912 En Indo-chine. Mes chasses, mes voyages